# لورا كوكس
لورا كوكس (بالإنجليزية: Laura Cox)‏ هي لاعبة كرة الماء أمريكية، ولدت في 1961.